# Bahnhof Tallahassee
Der Bahnhof Tallahassee war ein Bahnhof im Fernverkehr und wurde zuletzt von Amtrak betrieben. Er befand sich in Tallahassee im Leon County in Florida.

## Geschichte
Im Jahre 1837 wurde die Tallahassee Railroad eröffnet, die damit eine der ersten Eisenbahnstrecken im heutigen Gebiet Floridas war. Sie verband die Stadt auf einer rund 35 km langen Strecke mit dem südlich gelegenen Saint Marks in der Küstenregion. 1983 wurde die Strecke durch die Seaboard Coast Line Railroad stillgelegt und die Trasse an das Florida Department of Transportation verkauft. Heute verläuft auf ihr der Tallahassee-St. Marks Historic Railroad State Trail.

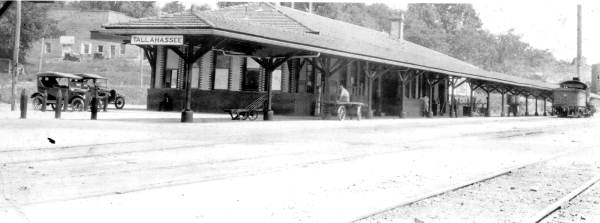
Der Bahnhof im Jahr 1922.

Die Pensacola and Georgia Railroad (P&G) erbaute 1858 ein erstes Bahnhofsgebäude und weihte drei Jahre später die Bahnstrecke nach Lake City (Osten) sowie 1863 nach Quincy (Westen) ein. Nach mehreren Übernahmen der P&G entstand 1893 die Florida Central and Peninsular Railroad, die 1903 wiederum in der Seaboard Air Line Railroad (SAL) aufging. Die SAL fusionierte 1967 mit der Atlantic Coast Line Railroad (ACL) zur Seaboard Coast Line Railroad (SCL), die wiederum 1982 mit der Louisville and Nashville Railroad (L&N) zur Seaboard System Railroad (SBD) fusionieren sollte. Die SBD selbst wurde vier Jahre später in die heutige CSX Transportation umgewandelt.
Eine weitere Bahnlinie wurde 1893 zwischen Tallahassee und Carrabelle (Carrabelle, Tallahassee and Georgia Railroad) eröffnet und diese 1902 durch die Georgia, Florida & Alabama Railway weiter über Bainbridge bis nach Cuthbert in Georgia verlängert. Der Abschnitt Tallahassee – Carrabelle wurde 1948 stillgelegt.
Die Linienführung des von Amtrak betriebenen Fernreisezugs Sunset Limited, der 1971 eingeführt wurde und zunächst von Los Angeles nach New Orleans führte, wurde 1993 weiter über Tallahassee nach Jacksonville (später nach Miami und Orlando) verlängert. Nach den Auswirkungen des Hurrikans Katrina im August 2005 wurde die Linie jedoch wieder auf die ursprüngliche Strecke Los Angeles – New Orleans verkürzt. Der einzige Schienenverkehr besteht seitdem aus Gütertransporten, die von der Bahngesellschaft CSX durchgeführt werden.
Am 30. Dezember 1997 wurde das Bahnhofsgebäude in das National Register of Historic Places eingetragen.